# 松岡ゆみこ
松岡 ゆみこ（まつおか ゆみこ、本名：松岡 弓子（読みは同じ）、1963年9月17日 - ）は、日本のタレント。

## 略歴
立川談志の長女。幼少期は談志から半ば放置され、母親の手によって育てられていたと言う。新宿区立淀橋中学校在籍中から、徒歩圏内に歌舞伎町があると言う環境もあって夜遊びを覚える。シンナーも一度試してみたが、面白いと思わなかったのですぐ止めた。高校は大妻中野高校に進むが、それまでの区立小・中とは全く異なる雰囲気に嫌悪感を感じ、ディスコ通いに明け暮れるようになる。結局高校は中退し、18歳になるとすぐに六本木のクラブで働く様になるが、そこで芸能プロダクションのスカウトを受ける。
1983年頃に「松岡まこと」の芸名でタレントデビュー、「エド山口のまんてんワイド」（TBSラジオ）レギュラー出演など活動。しかしデビューから約1年ほどで当時不倫関係だった男と駆け落ちし（世間的には仕事に不満を感じ芸能の仕事を離れたとなっている）、実質引退の状態となる。この引退騒動を本人は新聞紙面上で知り、世間的にも大事になってる事にビビって父・談志と連絡を取ると「俺が全部闘ってやる。」と返事があり、その時父を初めてカッコイイと思ったと後に語っている。その後、父・談志は会見を開き「芸能界が嘘だと気付いたんだ」と娘を全面的に庇った。結局その不倫相手と1990年、27歳の時に結婚するが、4年後に離婚した。
1999年より、東京・銀座でクラブを経営。父・立川談志の思い出をマスコミで語る他、落語会やyoutubeチャンネルのプロデュース等を手がけている。

## 人物・エピソード
- “女談志”とも言われている。またデビュー当時は「女たけし」とマスコミに書き立てられ、それを聞いたビートたけしはラジオで「何が女たけしだ！俺が女になってどーする！」と発言した[7]。
- 『くりぃむクイズ ミラクル9』では、福澤朗、真琴つばさ、東貴博、関根勤と一緒に、江戸っ子スターチームに出演していた。
- 未成年のときは警察の補導から逃れる日々だったと語っており、久しぶりに自宅に帰ったときに父・談志が無理やり新宿警察署の少年課へ連れていき、取り調べを受けたこともあった。
- 談志没後、ワタナベエンターテインメントに文化人枠で所属していた。

## 出演

### テレビ
- Qさま!!（テレビ朝日）プレッシャーSTUDY　※不定期
- ボクらの時代（フジテレビ）日曜朝7:00 - 7:30
- くりぃむクイズ ミラクル9（テレビ朝日）2013年10月23日　※福澤朗キャプテンの江戸っ子スターナインとして出演。
- 中居正広の金曜日のスマたちへ（TBS）
- 情報プレゼンター とくダネ（フジテレビ）- 水曜日レギュラーコメンテーター
- 有吉と20人のアリババ（フジテレビ）
- Nスタ（TBS）

### ラジオ
- エド山口のまんてんワイド（TBSラジオ）- 1983年10月 - 1984年3月レギュラーアシスタント

## CD
- Yumi and Tee Off 名義「唇 待ちきれなくて」（作詞・作曲：Asuka.M、編曲：Akira Shigematsu)（2005年04月20日、Vertex Records、ポニーキャニオン、VXCA-80007）発売記念ライブでは、談志に「文化とは思えません」とコメントされた[5]。

## 著書
- ザッツ・ア・プレンティー（亜紀書房、2011年12月22日）
- DNA対談 談志の基準（亜紀書房、立川志らくとの共著　2012年8月23日）